# Камно
Камно (на словенски: Kamno) е село в Словения, регион Горишка, община Толмин. Според Националната статистическа служба на Република Словения през 2015 г. селото има 232 жители.